# Resi März
Theresia „Resi“ März, geb. Fischer (* 15. Januar 1960 in Abensberg), ist eine ehemalige deutsche Leichtathletin, die 1982 Deutsche Meisterin im 100-Meter-Lauf war.

## Leben und Karriere
Resi Fischer begann 1974 beim TSV Abensberg mit der Leichtathletik, nach ihrer Heirat startete sie von 1982 bis 1988 für den MTV Ingolstadt und kehrte dann zum TSV Abensberg zurück, für den sie fürderhin startete. Ab 1996 gehörte sie mit ihrer Leichtathletikgruppe der LG Landkreis Kelheim an. Bei einer Körpergröße von 1,68 m betrug ihr Wettkampfgewicht 58 kg.
Von 1982 bis 1987 trat Resi März zehnmal im deutschen Nationaltrikot an, bei den Europameisterschaften 1986 in Stuttgart erreichte sie über 100 Meter das Halbfinale, mit der 4-mal-100-Meter-Staffel erreichte sie das Finale, dort wurde die Staffel disqualifiziert.
Bei den deutschen Meisterschaften gewann sie 1982 den 100-Meter-Lauf, 1986 wurde sie Zweite und 1984, 1985 und 1987 lief sie jeweils als Dritte ins Ziel. In der Halle war sie 1987 Zweite im Sprint, von 1983 bis 1985 belegte sie dreimal den dritten Platz.
Ihre Bestzeiten lief Resi März bei Deutschen Meisterschaften: 1985 erreichte sie 11,48 s über 100 Meter, 1986 lief sie über 200 Meter als Dritte in 23,55 s ins Ziel. Trainiert wurde sie ab 1980 von Johannes Heling, der beruflich von Wattenscheid nach Abensberg wechselte und 1973 im Weitsprung für die LG Gladbeck deutscher Juniorenmeister (7,57 m) wurde. Von 1982 bis 1989 war er Bundestrainer der Junioren 400 Meter Hürden.